# Xã Elk River East, Quận McDonald, Missouri
Xã Elk River East (tiếng Anh: Elk River East Township) là một xã thuộc quận McDonald, tiểu bang Missouri, Hoa Kỳ. Năm 2010, dân số của xã này là 1.413 người.